# Аномія (молюск)
Аномія (Anomia) — рід морських двостулкових молюсків родини Anomiidae. Вони широко відомі як дзвінкі мушлі, тому що коли жменьку з них струшувати, вони видають дзвінкий звук, хоча деякі також відомі як сідлоподібні устриці.
Цей рід вперше з'явився в пермський період Китаю, Італії та Пакистану. Види аномії поширені як у тропічних, так і в помірних океанах і живуть в основному прикріпленими до скелі чи інших раковин через кальцинований бісус, який простягається через нижній клапан. Оболонки аномії мають тенденцію приймати форму поверхні того, до чого вони прикріплені; отже, якщо аномія прикріплена до черепашки гребінця, на раковині аномії також буде видно ребра. Вид A. colombiana був знайдений у формації Ла Фронтера в Бояці, Кундінамаркі та Уїлі в Колумбії.

## Види
Види:
- Anomia achaeus Gray, 1850
- Anomia alta Giebel, 1856
- Anomia ampulla Brocchi, 1814
- Anomia andraei Giebel, 1856
- Anomia angulata Linnæus, 1758
- Anomia archaeus Gray, 1849
- Anomia argentaria Morton, 1833
- Anomia aurita Linnæus, 1758
- Anomia beryx Giebel, 1856
- Anomia biloba Linnæus, 1758
- Anomia bilocularis Hisinger, 1799
- Anomia bipartita Brocchi, 1814
- Anomia biplicata Brocchi, 1814
- Anomia boettgeri Martin, 1909
- Anomia caputserpentis Linnaeus, 1758
- Anomia chinensis Philippi, 1849
- Anomia complanata Brocchi, 1814
- Anomia convexa Sowerby, 1836
- Anomia costata Brocchi, 1814
- Anomia costulata (Roemer, 1839)
- Anomia craniolaris Linnæus, 1758
- Anomia cymbula Tate, 1886
- Anomia cytaeum Gray, 1850
- Anomia daduensis Iqbal, 1980
- Anomia ephippioides Gabb, 1860
- Anomia ephippium Linnaeus, 1758
- Anomia fareta Linnæus, 1758
- Anomia favrii Stoppani, 1865
- Anomia gryphus Linnaeus, 1758
- Anomia hammetti Harris, 1919
- Anomia hannai Wiedey, 1929
- Anomia haustellum Houttuyn, 1787
- Anomia hinnitoides Cossmann, 1887
- Anomia hysterita Linnaeus, 1758
- Anomia inconspicua Clark, 1918
- Anomia interrupta Eames, 1951
- Anomia kateruensis Hislop, 1860
- Anomia lacunosa Linnaeus, 1758
- Anomia laevigata Sowerby, 1836
- Anomia lineata Gabb, 1864
- Anomia linensis Whiteaves, 1900
- Anomia lisbonensis Aldrich, 1886
- Anomia macostata M.Huber, 2010
- Anomia mamillaris Anderson, 1929
- Anomia mcgoniglensis Hanna, 1927
- Anomia microstriata Dockery, 1982
- Anomia mortilleti Stoppani, 1865
- Anomia navicellodies Harris, 1919
- Anomia onslowensis Richards, 1943
- Anomia orbiculata Brocchi, 1814
- Anomia ornata Gabb, 1876
- Anomia ornata Locard, 1898
- Anomia pakistanica Eames, 1951
- Anomia papyracea Orbigny, 1847
- Anomia paucistriata Brown, 1905
- Anomia pectinata Linnæus, 1758
- Anomia pellisserpentis Brocchi, 1814
- Anomia perlineata Wade, 1926
- Anomia peruviana d'Orbigny, 1846 (synonym: Anomia fidenas Gray, 1850)
- Anomia plicata Brocchi, 1814
- Anomia primaeva Deshayes, 1858
- Anomia prisca Gemmellaro, 1896
- Anomia pseudoradiata d'Orbigny, 1850
- Anomia radiata Sowerby, 1836
- Anomia reticularis Linnaeus, 1758
- Anomia ruffini Conrad, 1843
- Anomia sandalinum Linnaeus, 1771
- Anomia schafhaeutli (Winkler, 1859)
- Anomia senescens Stanton, 1895
- Anomia septenaria Olsson, 1928
- Anomia sergipensis Maury, 1936
- Anomia simplex d'Orbigny, 1853
- Anomia simplexiformis Brown, 1905
- Anomia sinuosa Brocchi, 1814
- Anomia spec Linnæus, 1758
- Anomia striata Brocchi, 1814
- Anomia striata J.de C.Sowerby, 1823
- Anomia striatula Linnaeus, 1758
- Anomia sublaevigata Orbigny, 1850
- Anomia talahabensis Martin, 1922
- Anomia taylorensis Mansfield, 1940
- Anomia tenuistriata Deshayes, 1824
- Anomia terebratula Linnaeus, 1758
- Anomia trigonopsis F.W.Hutton, 1877
- Anomia vancouverensis Gabb, 1869
- Anomia vaquerosensis Loel & Corey, 1932
- Anomia verbeeki Martin, 1881
- Anomia vespertilio Brocchi, 1814